# Burg Werder
Die Burg Werder (estnisch Virtsu Vasallilinus) in Estland ist die Ruine einer Wasserburg auf dem Gemeindegebiet von Lääneranna in der Nähe des Dorfes Virtsu (deutsch Werder).

## Geschichte
Wahrscheinlich um 1430 wurde in Werder eine Vasallenburg des Bistums Ösel-Wiek errichtet. In schriftlichen Quellen wird sie erstmals 1465 erwähnt. Sie diente wahrscheinlich der Überwachung des Schiffsverkehrs zwischen dem Festland und den estnischen Inseln. Die Burg wurde 1533/34 während eines bewaffneten Konflikts zwischen dem Bischof von Ösel-Wiek Reinhold von Buxhoeveden  und Wilhelm von Brandenburg zerstört, sodass von ihr heute nur noch einige Grundmauern erhalten sind. Der Landtag von Wolmar verbot 1536 ausdrücklich die Wiedererrichtung der Festung.

## Beschreibung

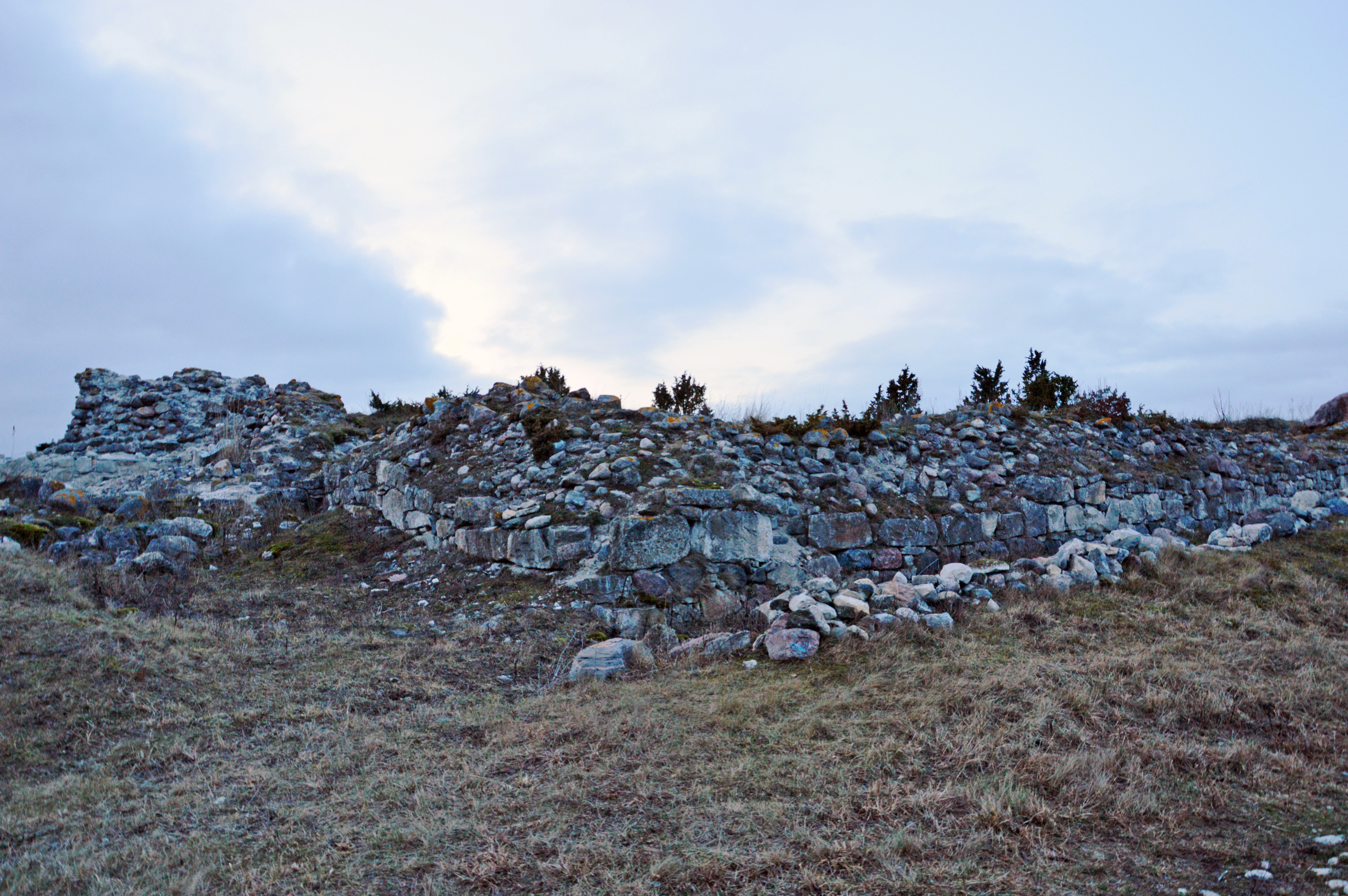
Mauerreste der Ruine

Die Anlage war als Kastellburg mit 25 Meter Seitenlänge konzipiert und mit zwei dreistöckigen, runden Türmen ausgestattet. Einer von ihnen besaß eine 2,4 Meter dicke Mauer. Eine Ringmauer umgab das Konventhaus.